# Josef Jost-Haas
Josef Jost-Haas (* 1. Oktober 1878; † nach 1946) war von 1945 bis 1946 kommissarischer Landrat des Restkreises Merzig-Wadern.

## Leben
Nach Ende seines Schulbesuchs war Josef Jost-Haas als Kaufmann und Landwirt tätig. Wegen Vorwürfen, die er Anfang 1934 gegen den NSDAP-Kreisleiter von Wadern Peter Josef Jost erhoben hatte, wollte dieser ihn durch SA-Leute „tot oder lebendig“ vorführen lassen, um sich zu verantworten.
Am 1. Mai 1945 wurde er zunächst Kreisdeputierter im Restkreis Merzig-Wadern und im Juli 1945 wurde er zum kommissarischen Landrat des inzwischen als autonom geltenden „Kreises Wadern“ durch die französische Militärverwaltung ernannt. Am 7. Mai 1946 wurde Wilhelm Bur sein Nachfolger, der die Amtsgeschäfte bis zur Auflösung des Restkreises am 18. Juli 1946 übernahm.

## Politik
Jost-Haas war Mitglied der Deutschen Zentrumspartei.